# Ringer-Weltmeisterschaften 1905
Die Ringer-Weltmeisterschaften 1905 fanden vom 8. bis zum 10. April 1905 in Berlin statt. In den drei verschiedenen Gewichtsklassen machte das Deutsche Reich fast alle Medaillen unter sich aus. Lediglich der Däne Søren Marinus Jensen gewann in der höchsten Gewichtsklasse Gold. Gerungen wurde im damals üblichen griechisch-römischen Stil. Zudem fand in Duisburg eine weitere, inoffizielle Weltmeisterschaft statt.

## Medaillengewinner
| Klasse | Gold                 | Silber        | Bronze         |
| ------ | -------------------- | ------------- | -------------- |
| -68 kg | Theodor Schibilski   | Max Beeskow   | Eugen Kissling |
| -80 kg | Albert Hein          | Gustav Hede   | Matthias Hartl |
| +80 kg | Søren Marinus Jensen | Georg Altmann | Paul Moldt     |

## Ergebnisse

### Klasse bis 68 kg
| Platz | Land            | Sportler           |
| ----- | --------------- | ------------------ |
| 1     | Deutsches Reich | Theodor Schibilski |
| 2     | Deutsches Reich | Max Beeskow        |
| 3     | Deutsches Reich | Eugen Kissling     |
| 4     | Deutsches Reich | Max Wiesener       |

### Klasse bis 80 kg
| Platz | Land            | Sportler           |
| ----- | --------------- | ------------------ |
| 1     | Deutsches Reich | Albert Hein        |
| 2     | Deutsches Reich | Gustav Hede        |
| 3     | Deutsches Reich | Matthias Hartl     |
| 4     | Deutsches Reich | Bartholomäus Huber |

### Klasse über 80 kg
| Platz | Land            | Sportler             |
| ----- | --------------- | -------------------- |
| 1     | Dänemark        | Søren Marinus Jensen |
| 2     | Deutsches Reich | Georg Altmann        |
| 3     | Deutsches Reich | Paul Moldt           |
| 4     | Österreich      | Anton Schmitz        |
| 5     | Deutsches Reich | Max Gebhardt         |
| 6     | Österreich      | Rudolf Arnold        |

## Medaillenspiegel
| Rang | Land            | Gold | Silber | Bronze |
| ---- | --------------- | ---- | ------ | ------ |
| 1    | Deutsches Reich | 2    | 3      | 3      |
| 2    | Dänemark        | 1    | 0      | 0      |